# Singhala robusta
Singhala robusta – gatunek chrząszcza z rodziny poświętnikowatych, podrodziny rutelowatych i plemienia Anomalini.
Gatunek ten został opisany w 1917 przez Gilberta Johna Arrowa.
Ciało długości od 8 do 9 mm i szerokości 5 mm, owalne, za ramionami rozszerzone, bardzo gładkie i błyszczące. Ubarwienie w całości zielonkawo-czarne lub ceglaste z czarnymi: przodem głowy, ciemieniem, przedpleczem z wyjątkiem obrzeżenia, krawędziami pokryw i stopami. Głowa delikatnie i niegęsto, przedplecze bardzo delikatnie, a tarczka delikatnie punktowane. Przednia krawędź nadustka u samca prawie prosta, bocznie rozszerzona, a jego kąty ostre. U samicy nadustek zaokrąglony. Boki przedplecza zaokrąglone, kąty przednie nieco ostre, tylne bardzo tępe, nasada delikatnie zaokrąglona i obrzeżona nie w pełni. Na pokrywach raczej nieregularne linie silnie wgłębionych punktów. Okołoszwowy międzyrząd pokryw szeroki. Golenie przednich odnóży uzbrojone w dwa zęby. Dłuższy pazurek odnóży przednich i środkowych z przedziałkiem.
Chrząszcz orientalny, endemiczny dla Indii, znany z rejonu Madrasu.